# Maurice Fumeron d'Ardeuil
Marie Louis Maurice Fumeron d'Ardeuil est un homme politique français né le 12 novembre 1783 à Paris et décédé le 20 juillet 1870 au château de la Presle (Allier).

## Biographie
Fils de Claude Victoire Prévost d'Arlincourt (1745-1811), (fille du fermier général guillotiné, Charles Adrien Prévost d'Arlincourt)  et de Jean Jacques Pierre de Fumeron de Verrière. Maurice Fumeron d'Ardeuil devient conseiller d'État, il mène lui-même une carrière de haut fonctionnaire comme préfet de l'Allier du 8 octobre 1817 au 9 janvier 1822, du Var du 12 novembre 1828 au 2 avril 1830, après les Trois glorieuses, il est nommé préfet de l'Hérault 1830 à 1831, puis de la Somme du 22 octobre 1831 au 23 novembre 1832 et au Conseil d'État comme maître des requêtes puis conseiller, qui lui vaudra d'être fait officier de la Légion d'honneur en 1827.
Il est élu député de l'Hérault en 1834, mais l'élection est annulée. Il est de nouveau député de 1837 à 1839, siégeant dans la majorité soutenant les ministères de la Monarchie de Juillet.
Il est inhumé au cimetière du Père-Lachaise (10e division),.

## Publications
- Nouvelles observations sur la situation et l'avenir de nos possessions d'Afrique, par M. Fumeron d'Ardeuil, 1840
- Dissolution politique et sociale, par M. Fumeron d'Ardeuil, 1849
- Observations sur le régime actuel de la Bourse, par M. de Fumeron, 1862

- De l'Instruction publique et du système d'enseignement, par L.-M. de Fumeron d'Ardeuil, 1865

- La Décentralisation, par M. Fumeron d'Ardeuil, 1866

## Sources
- « Marie, Louis, Maurice Fumeron d'Ardeuil », dans Adolphe Robert et Gaston Cougny, Dictionnaire des parlementaires français, Edgar Bourloton, 1889-1891 [détail de l’édition] [texte sur Sycomore]